# Languevoisin-Quiquery
Languevoisin-Quiquery – miejscowość i gmina we Francji, w regionie Hauts-de-France, w departamencie Somma.
Według danych na rok 2011 gminę zamieszkiwały 202 osoby, a gęstość zaludnienia wynosiła 42 osoby/km² (wśród 2293 gmin Pikardii Languevoisin-Quiquery plasuje się na 792. miejscu pod względem liczby ludności, natomiast pod względem powierzchni na miejscu 895.).